# Monasterio de Santa María (Ripoll)
El monasterio de Santa María de Ripoll es un monasterio benedictino situado en la localidad catalana de Ripoll (provincia de Gerona, España). Fue fundado hacia el año 880 por el conde Wifredo el Velloso, seguramente sobre otro de la época visigoda. Se convirtió en lugar de enterramiento de los condes de Barcelona y de Besalú. El monasterio consiguió ser un centro de scriptorium y cultural muy importante de la Edad Media en Cataluña, con una proyección a la altura de otras abadías europeas de este periodo como las de Saint Denis, de Fleury o Montecassino. Fue declarado monumento histórico-artístico en 1931.
En el siglo XII se realizó un nuevo pórtico en forma de arco de triunfo, que es tenido como una gran obra de la escultura románica monumental en Cataluña. Están representadas en él varias esculturas, entre las que destacan la imagen central con la Maiestas Domini, el apostolado y escenas del Antiguo Testamento. Parte de las escenas de la película El Cid (1961), dirigida por el estadounidense Anthony Mann y con la actuación en los papeles principales de Charlton Heston y Sophia Loren, fueron rodadas en el monasterio.

## Historia

### Fundación
La repoblación y recuperación de territorios así como una nueva organización social influyó con notabilidad en la construcción religiosa de los siglos VIII hasta el X. El cambio litúrgico que sustituyó el visigótico en el arzobispado de Narbona a mediados del siglo IX, también afectó a las instituciones religiosas españolas, donde los principales agentes difusores de esta nueva liturgia fueron los monasterios de la regla de san Benito.
Fue el conde Wifredo quien reconquistó y repobló el valle de Ripoll y la plana de Vich (878-881), una extensa «tierra de nadie» situada entre los dominios carolingios y los musulmanes que posteriormente se convertiría en el condado de Osona, y fundó el monasterio entre los años 879-880 dejando a su hijo Radulfo a cargo del monasterio, para que fuera criado y educado según las normas monásticas. Radulfo fue años más tarde abad de Ripoll y obispo de Seo de Urgel. Poco después, Wifredo hizo algo parecido con su hija Emma para la que fundó el monasterio de San Juan de las Abadesas, cercano al de Ripoll, dotándolos no solo de tierras sino también de derechos públicos y privilegios jurídicos. Así, Ripoll recibió los beneficios de los servicios reales para los habitantes de Estiula y Ordina, de las pescas del Ter y del Freser, y un tercio del teloneo del mercado. Además, el monasterio fue declarado exento de la jurisdicción de los tribunales condales en materia de homicidios, raptos y otros delitos, y a los monjes les fue reconocido el derecho de escoger libremente su abad según la regla de san Benito.
La primera consagración de la iglesia del monasterio tuvo lugar el 20 de abril de 888 y se dedicó a la advocación de Santa María. En el documento consta que fue fundada y edificada: «Por voluntad del conde Wifredo y su esposa Guinedilda». En este mismo acto la iglesia fue dada al abad Daguí y a los monjes de la regla benedictina.

### Ampliaciones de Arnulfo y Oliba
La importancia del monasterio creció en las tierras consolidadas después de la reconquista por lo que en pocos años el templo se quedó pequeño. Bajo la dirección del abad Énnec, el conde Miró derribó el templo e hizo construir una nueva iglesia más esbelta y capaz, que se consagró al culto en el año 935.

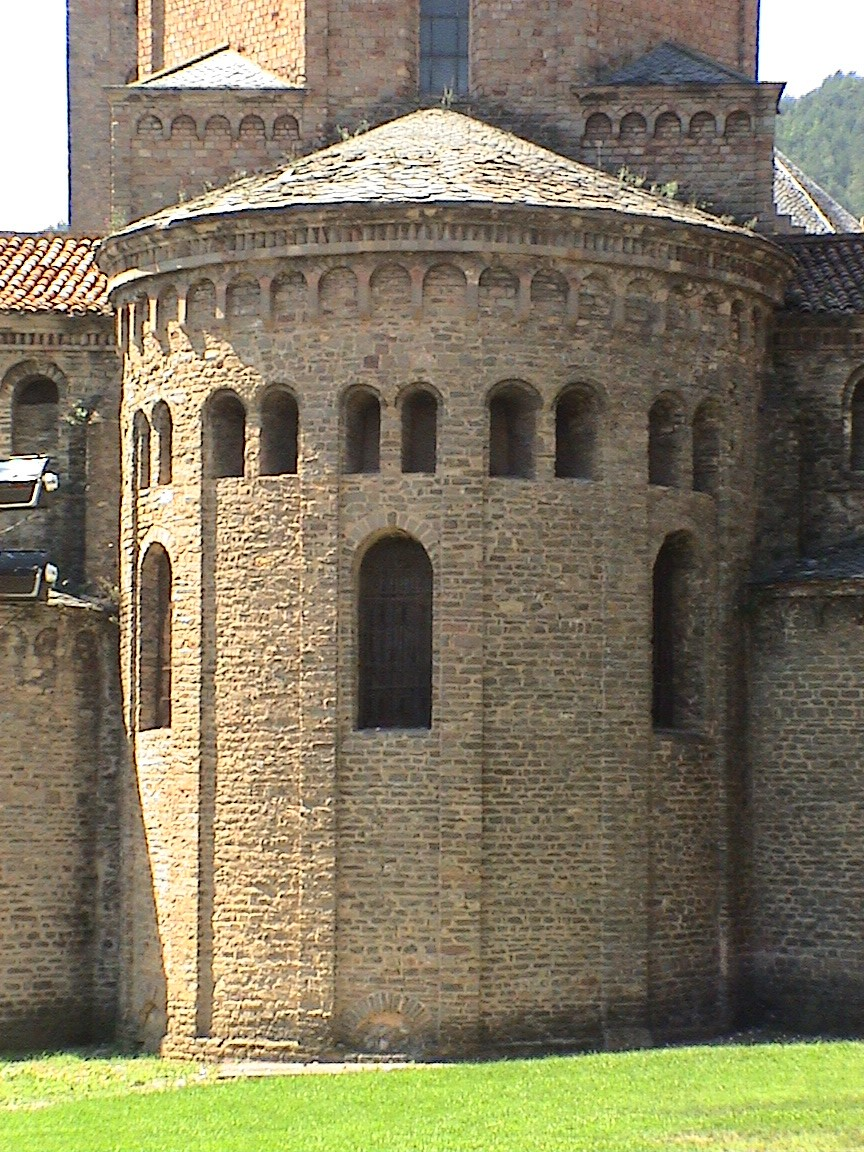
Ábside central de la cabecera de la iglesia del monasterio

En el año 977 se produjo una nueva consagración del templo una vez que se culminaron nuevas modificaciones que decidió el abad Arnulfo (938-970), que también era obispo de Gerona. La iglesia se amplió a cinco naves divididas por hileras de gruesos pilares en la central y por pilares alternando con columnas entre las dos menores, rematadas cada una de ellas por sendos ábsides. El ábside central, y mayor, cobijaba el altar dedicado a Santa María y en los menores, los altares de San Salvador, la Santa Cruz, San Miguel Arcángel y San Poncio.
También en la época del abad Arnulfo se edificó un claustro y se cerró el conjunto con una muralla de clausura y defensa. Se construyó el molino para los usos de la casa y condujo el agua por medio de una acequia que transformó los huertos interiores en regadío.
El Abad Oliva (1008-1046) dio el impulso definitivo al monasterio. Alargó la nave de la iglesia por su lado occidental construyendo un cuerpo de edificio y dos campanarios. En la fachada occidental se derribaron los ábsides y se construyó un transepto, muy elevado por encima del plano de las naves, que se coronó con siete ábsides. En los ábsides menores se dedicaron altares a la Santa Cruz, San Salvador, San Poncio, San Rafael, San Nicolás y San Jorge. El altar de la Virgen María se modificó con un entablamiento de jaspe recubierto en su parte delantera con un frontal de oro decorado con piedras preciosas y esmaltes y dos laterales de plata. Estaba protegido por un baldaquino cuyas columnas y cubiertas estaban decoradas con planchas de plata cinceladas. El templo fue de nuevo consagrado el 15 de enero de 1032.

### La comunidad
Santa María de Ripoll fue un importante centro cultural, en parte gracias a su colección de escritos. A mediados del siglo X el monasterio contaba con 66 manuscritos. En el 1008 ya eran 121, que se convirtieron en 246 a la muerte del abad Oliba en el 1046. La mayoría de estos manuscritos se copiaban y reproducían en el propio monasterio, en el scriptorium. El ejemplar más valioso de la colección es el conocido como la Biblia de Ripoll, con numerosas ilustraciones y una serie de textos introductorios que la convierten en una especie de enciclopedia del texto sagrado. Aquí se escribió también a finales del siglo XIII la Gesta Comitum Barcinonensium, que está considerada como la primera historia de Cataluña.
Oliba fue también el encargado de expandir los dominios de Santa María gracias a la creación de nuevos monasterios como el de Montserrat o el de San Martín del Canigó.

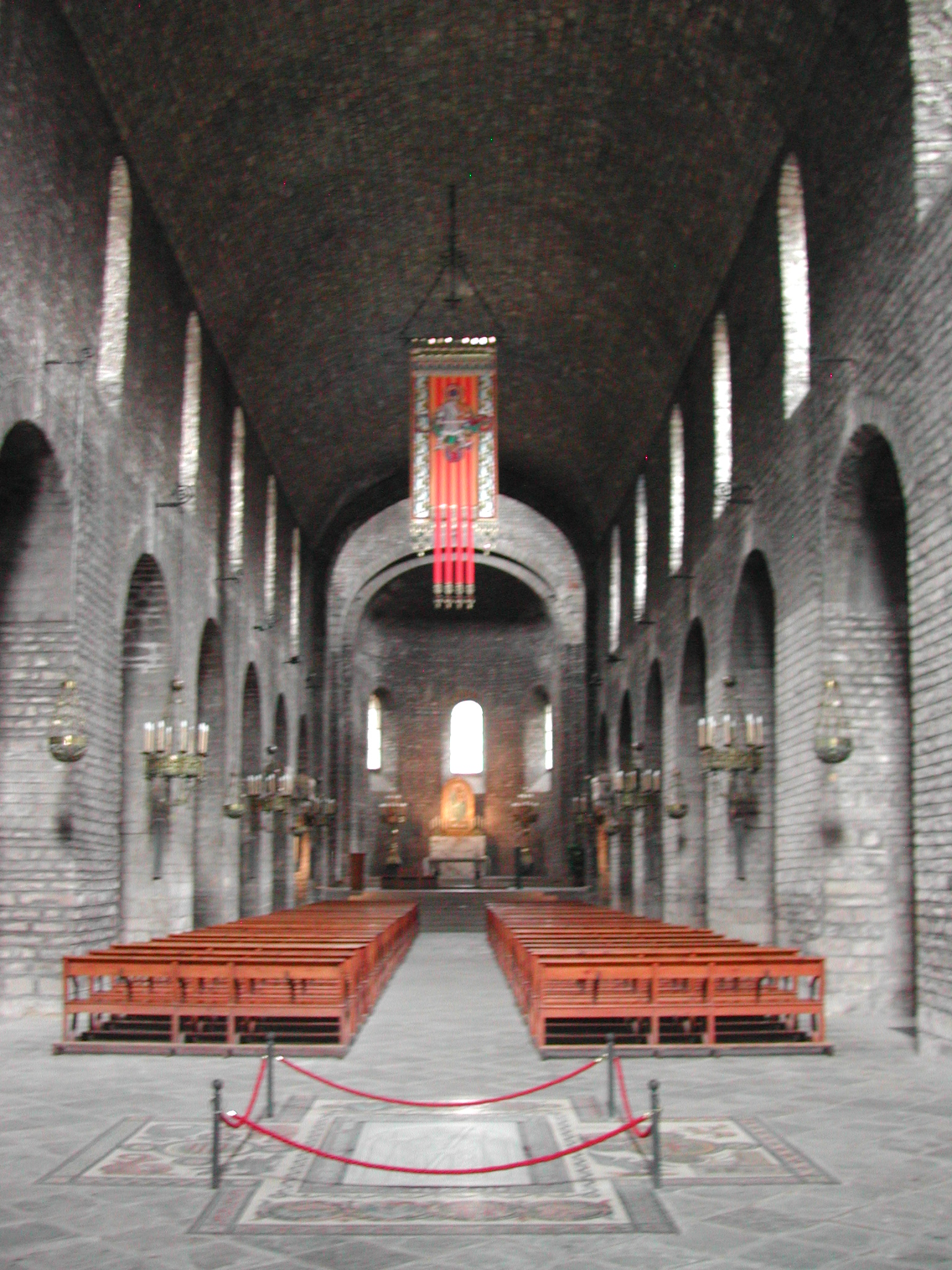
Interior de la iglesia

A partir del año 1070 el monasterio pasó a depender del de San Víctor en Marsella, dependencia que duró hasta el año 1169. Santa María de Ripoll continuó siendo el principal centro religioso de Cataluña hasta el siglo XV, en el que inicia un lento pero imparable declive que empieza con la pérdida del control sobre el monasterio de Montserrat en el año 1402. 
El fuerte terremoto del 2 de febrero de 1428 asoló la comarca del Ripollés. El seísmo, de intensidad IX en la escala de Mercalli, fue uno de los más intensos sufridos en la historia de Cataluña. Destruyó completamente uno de los campanarios del monasterio y dejó el resto del edificio muy afectado. Las partes deterioradas se reconstruyeron siguiendo un estilo gótico.
El final de la vida monacal en Santa María de Ripoll llegó con la exclaustración de 1835. Los monjes abandonaron el monasterio, que fue arrasado e incendiado. El edificio poco a poco se fue derrumbando: en 1847 desapareció una parte del claustro; y en 1856 la torre del palacio abacial. Además, el palacio abacial, la alhóndiga y otros edificios monacales quedaron considerados como cantera y sus piedras fueron vendidas a particulares.
En 1886, Josep Morgades, por entonces obispo de Vich, ordenó la reconstrucción del cenobio, tarea que encargó al arquitecto Elías Rogent. La restauración, financiada en gran parte por las aportaciones particulares, finalizó el 10 de julio de 1893 con una nueva consagración de la basílica. La restauración, sin embargo, cambió notablemente el aspecto original del edificio, ya que el arquitecto añadió algunos elementos inexistentes en el original, como un cimborrio o una serie de columnas que sirven de separación de las naves laterales. En 1931 el monasterio de Santa María de Ripoll fue declarado Monumento Histórico-Artístico. El mismo día de la consagración, volvieron a trasladar al monasterio los restos mortales de los Condes de Barcelona y de los Abades que se habían salvado del incendio.

## Reconstrucción

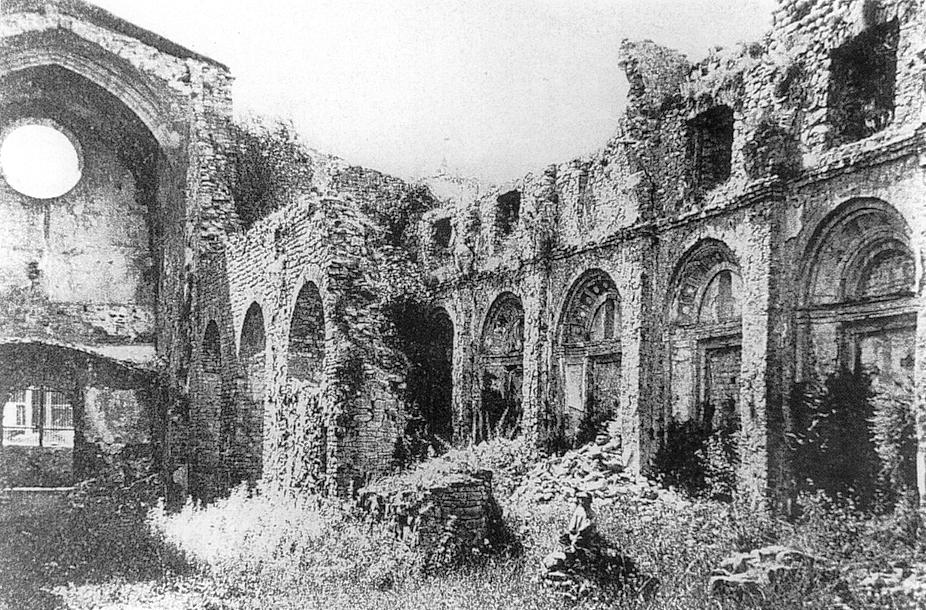
Imagen de Santa María de Ripoll después del ataque de 1835 en la que se aprecian algunas de las modificaciones de Josep Moretó

Hasta el siglo XIX la iglesia fue adaptándose a las modas del momento con diferentes detalles decorativos, pero sin que hubiera cambios de estructura. La intervención más discutida fue la que realizó el arquitecto Josep Moretó Codina entre 1826 y 1830, en la que, al igual que hizo en la catedral de Vich, intentó reconvertir Santa María de Ripoll en una iglesia neoclásica. Moretó intervino en la estructura de la iglesia y la transformó en una iglesia de tres naves.
Cuando el monasterio estaba en manos del Estado como consecuencia de la Desamortización de Mendizábal, a instancias del gobernador, responsable de la conservación de los monumentos, el alcalde de Ripoll redactó en 1846 un informe sobre el estado del edificio, que también preocupaba a un ilustrado grupo de vecinos. El alcalde solicitó a dos arquitectos que elaboraran un informe sobre el estado del edificio y un proyecto para evitar que siguiera su deterioro.
Uno lo llevó a cabo, por encargo de la Comisión Provincial de Monumentos de Gerona, el arquitecto Martí Sureda. El otro, por encargo de la Real Academia de Bellas Artes de San Jorge, filial de la de San Fernando de Madrid, el arquitecto Elías Rogent. Los criterios del primero eran, con la perspectiva actual, bastante respetuosos con los restos. Sureda consideraba que no podía rehacer un edificio si se desconocía cómo había sido el original. Los criterios del segundo optaban claramente por la reconstrucción. 

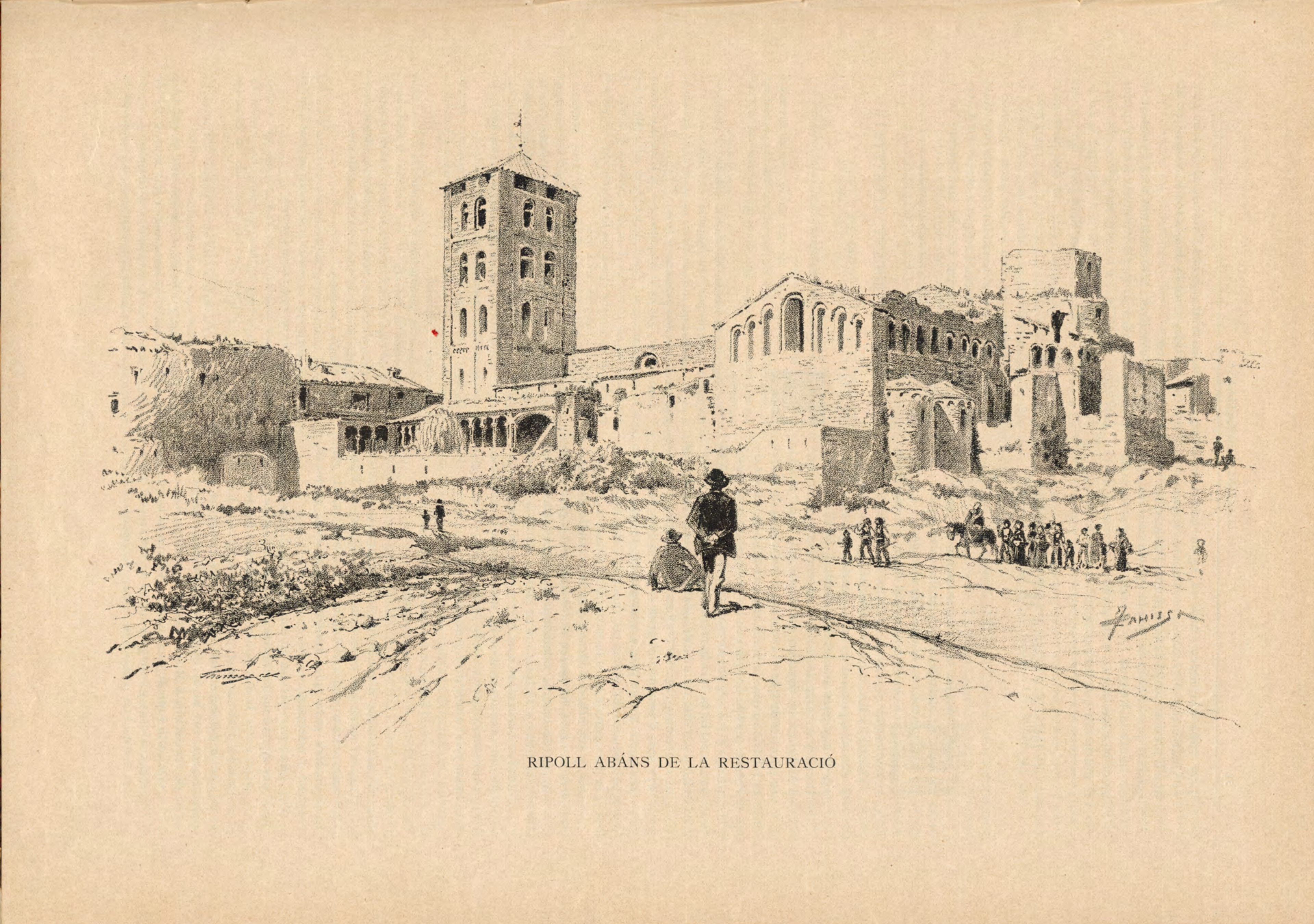
Vista del monasterio antes de la restauración en un dibujo publicado en 1893 en la revista La Tradició Catalana

Las disputas entre la Comisión y la Academia se extendieron a lo largo de casi veinte años. La situación cambió cuando el obispo Morgades logró que el Estado retornara la propiedad de Santa María a la Iglesia para que pudiera ser iglesia parroquial. Morgades llamó a Elías Rogent, quien le presentó su proyecto de 1863. Fue este, con algunas modificaciones, el que finalmente empezó a construirse entre marzo de 1886 y 1893. La opción fue clara: reconstruir un símbolo, aunque para ello Rogent acabó prácticamente de destruir los restos arqueológicos que quedaban, por lo que la nueva iglesia es totalmente nueva.
La restauración cambió notablemente el aspecto original del edificio, ya que el arquitecto añadió algunos elementos inexistentes en el original, como un cimborrio o una serie de columnas que sirven de separación de las naves laterales.

## El edificio

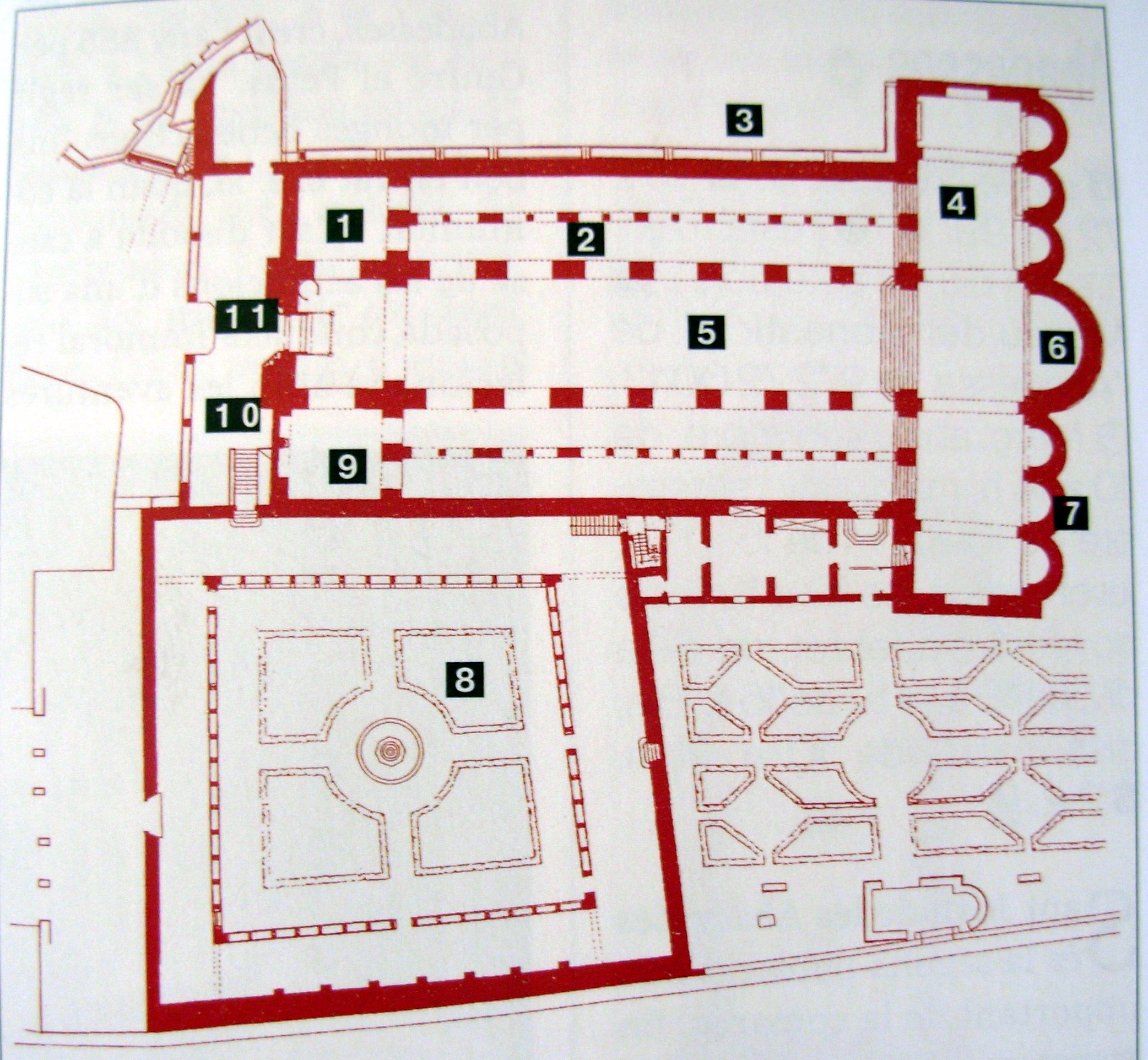
Planta del edificio

La iglesia que se conserva en la actualidad es fruto de la reconstrucción en el siglo XIX de Elías Rogent basándose en la obra de los principales abades de Ripoll: el abad Arnulfo (que la ideó) y el abad Oliba (que la construyó). Arnulfo ordenó construir una iglesia de cinco naves con cinco ábsides, acabada con bóvedas de cañón; Oliba amplió a siete los ábsides. La iglesia tiene unas dimensiones de 60 metros de largo por 40 metros de ancho. 
Oliba fue el encargado de añadir a la iglesia un transepto y siete ábsides; ordenó también abrir la cripta y enmarcó la entrada con un pórtico decorado con un campanario a cada uno de los lados. Las obras de ampliación del abad Oliba terminaron en el 1032. La reconstrucción realizada en 1830 redujo las naves de la iglesia de cinco a tres.

### El claustro

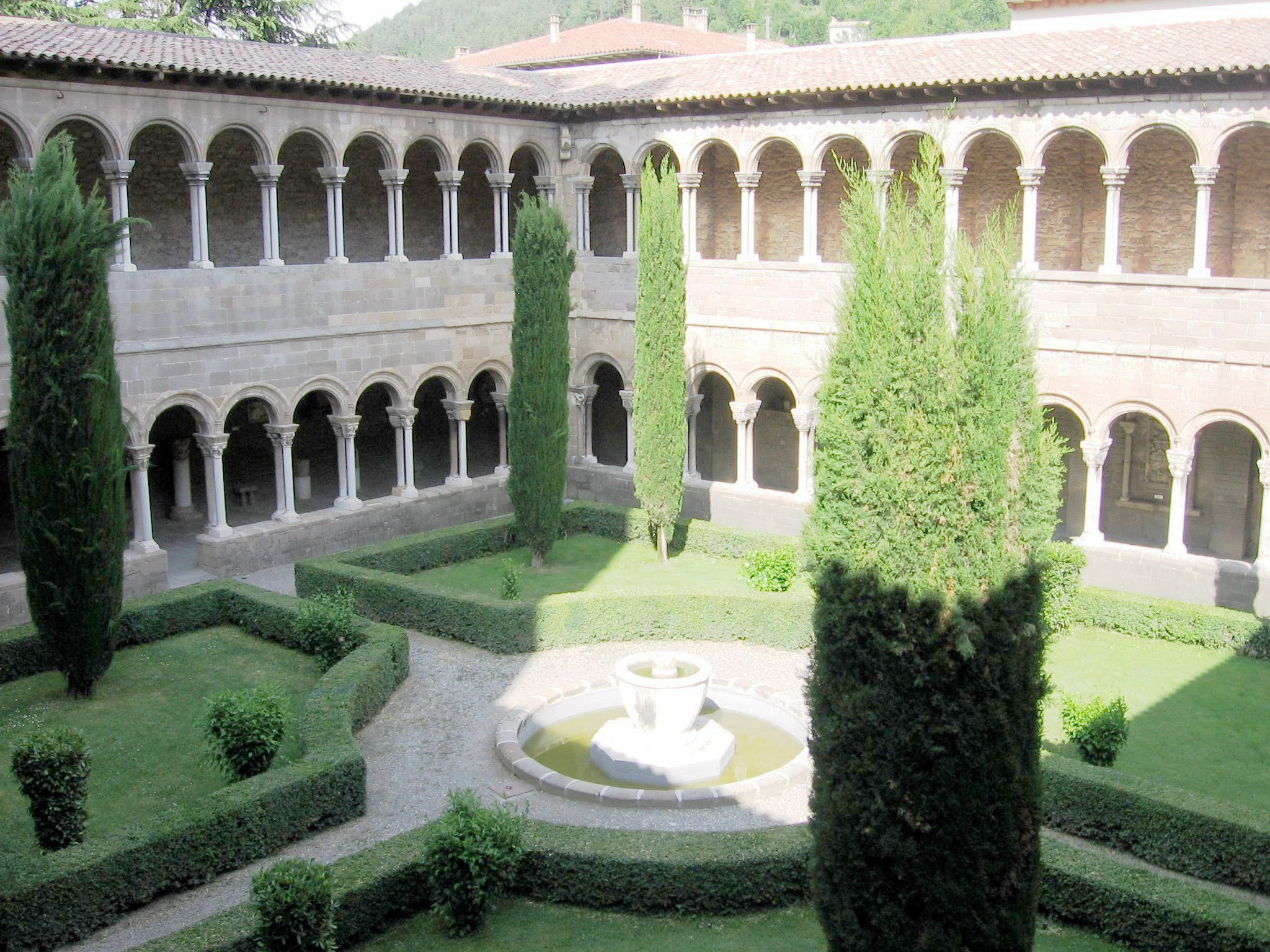
Claustro

Consta de dos pisos. La construcción del primer piso se inició alrededor del 1180, aunque no se terminó hasta principios del siglo XV. El piso superior se edificó entre los siglos XV y XVI. Está formado, en cada lado, por trece arcos semicirculares con capiteles inspirados en el estilo corintio. Cada uno de los capiteles tiene un dibujo original con temas que van desde la mitología clásica a los temas cotidianos. Los capiteles fueron hechos por los escultores Pere Gregori y Jordi de Déu.

### La portada
Tiene aproximadamente un metro de grosor, está compuesta por una serie de bloques de piedra adosados a la pared de la iglesia. Quedó muy deteriorada con los incendios ocurridos tras la exclaustración y las obras de restauración de este siglo. Sin embargo, es una pieza magnífica, cumbre de la escultura románica catalana. A pesar de la complejidad del conjunto de imágenes que lo componen, la representación de las mismas es de una notable sencillez.

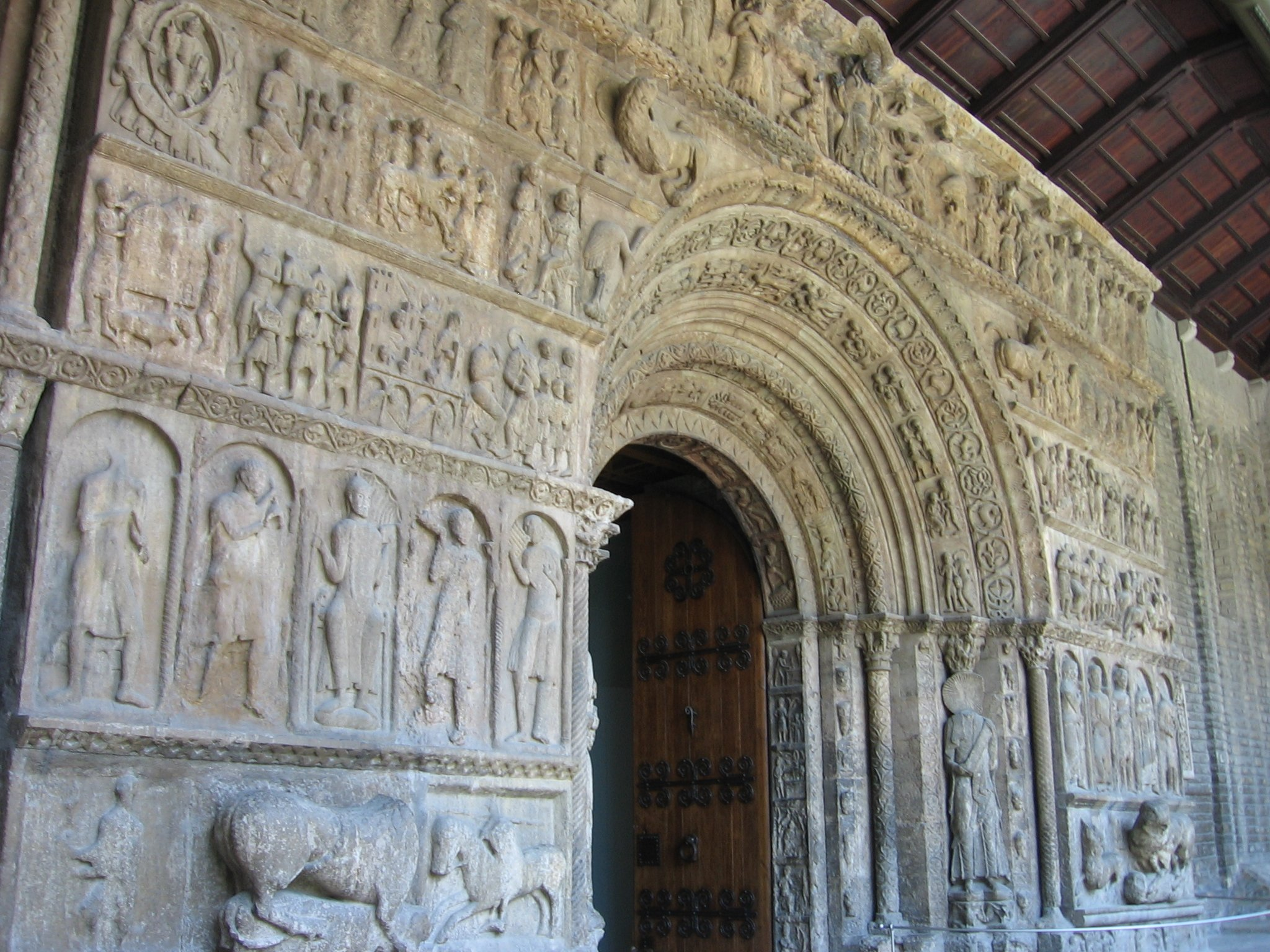
Pórtico de Santa María de Ripoll

La parte frontal de este pórtico está cubierta por un relieve realizado a mediados del siglo XIII (se corresponde estilísticamente con el sarcófago de Ramón Berenguer III y un ala del claustro, así que necesariamente ha de ser posterior a la muerte de este conde). Está dividido en siete franjas horizontales. En las dos superiores se presenta a Dios en el trono (pantocrátor) y a su alrededor se pueden ver los símbolos de los cuatro evangelistas (Tetramorfos); las franjas se completan con los bienaventurados y los ancianos del apocalipsis, que han obrado con sabiduría y justicia, por lo que pueden dedicar la eternidad a adorar a Dios. 
Las dos franjas centrales están dedicadas a la Historia de David y Salomón (las de la izquierda) y la de Moisés en la derecha. A la altura de los ojos se presenta por un lado (izquierdo) a David entre los músicos y a la derecha Dios da las tablas de la ley a Moisés, Aarón, un príncipe sin identificar y a un obispo. En la parte inferior se pueden apreciar diversos animales míticos comúnmente identificados con las visiones del profeta Daniel. 
El pórtico está franqueado por dos estatuas, prácticamente destruidas, dedicadas a San Pedro y San Pablo, guardianes de la puerta de la basílica. Alrededor de ellas se muestran diversas escenas, el ciclo de Caín y Abel, el de Jonás, etc. Completa el conjunto una representación de los doce meses del año.

### Tumbas condales
En el transepto de la basílica están enterrados los restos mortales de los condes de Besalú y algunos de los condes de Barcelona, desde Wifredo el Velloso hasta Ramón Berenguer IV.

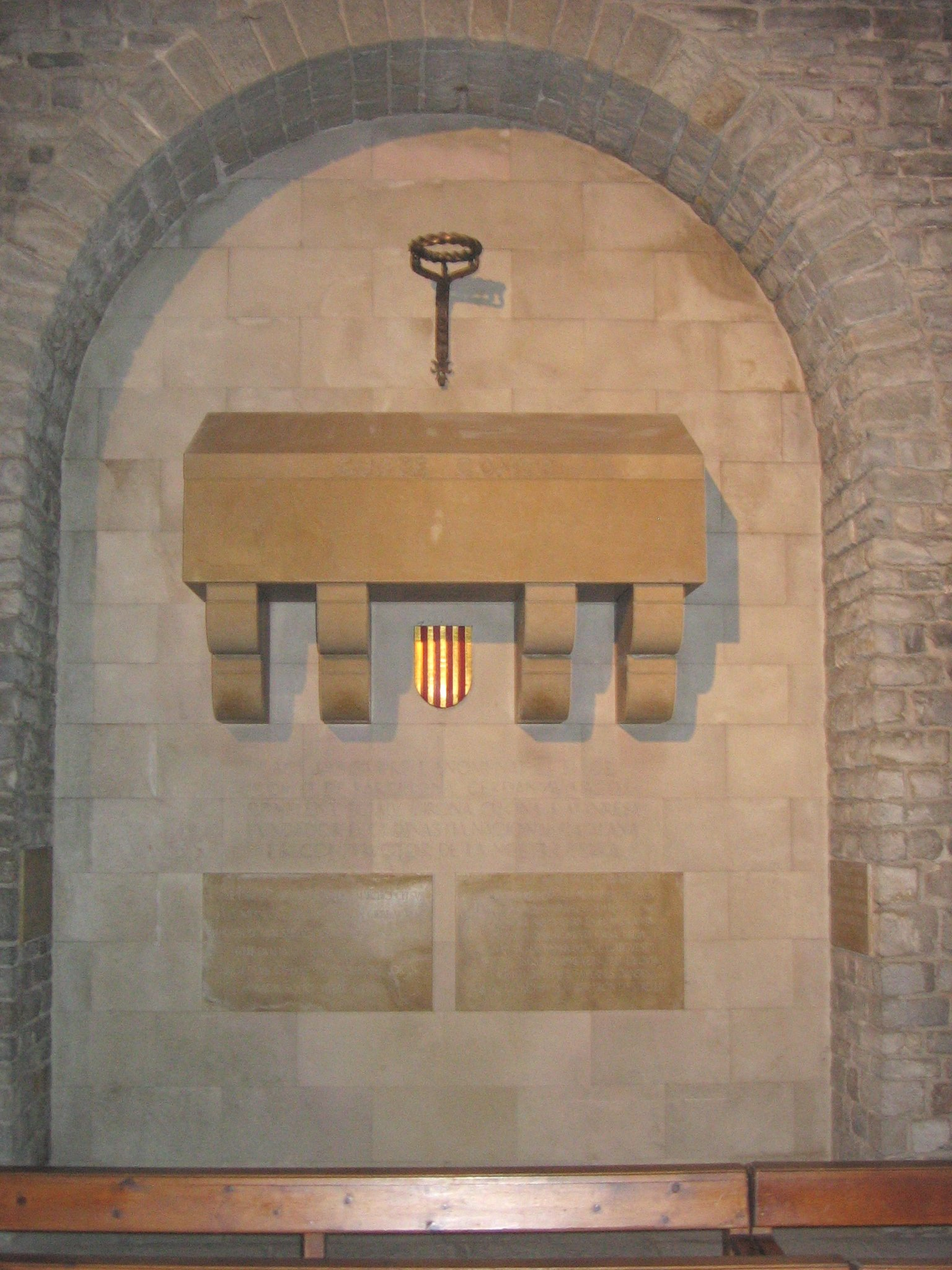
Tumba de Wifredo el Velloso
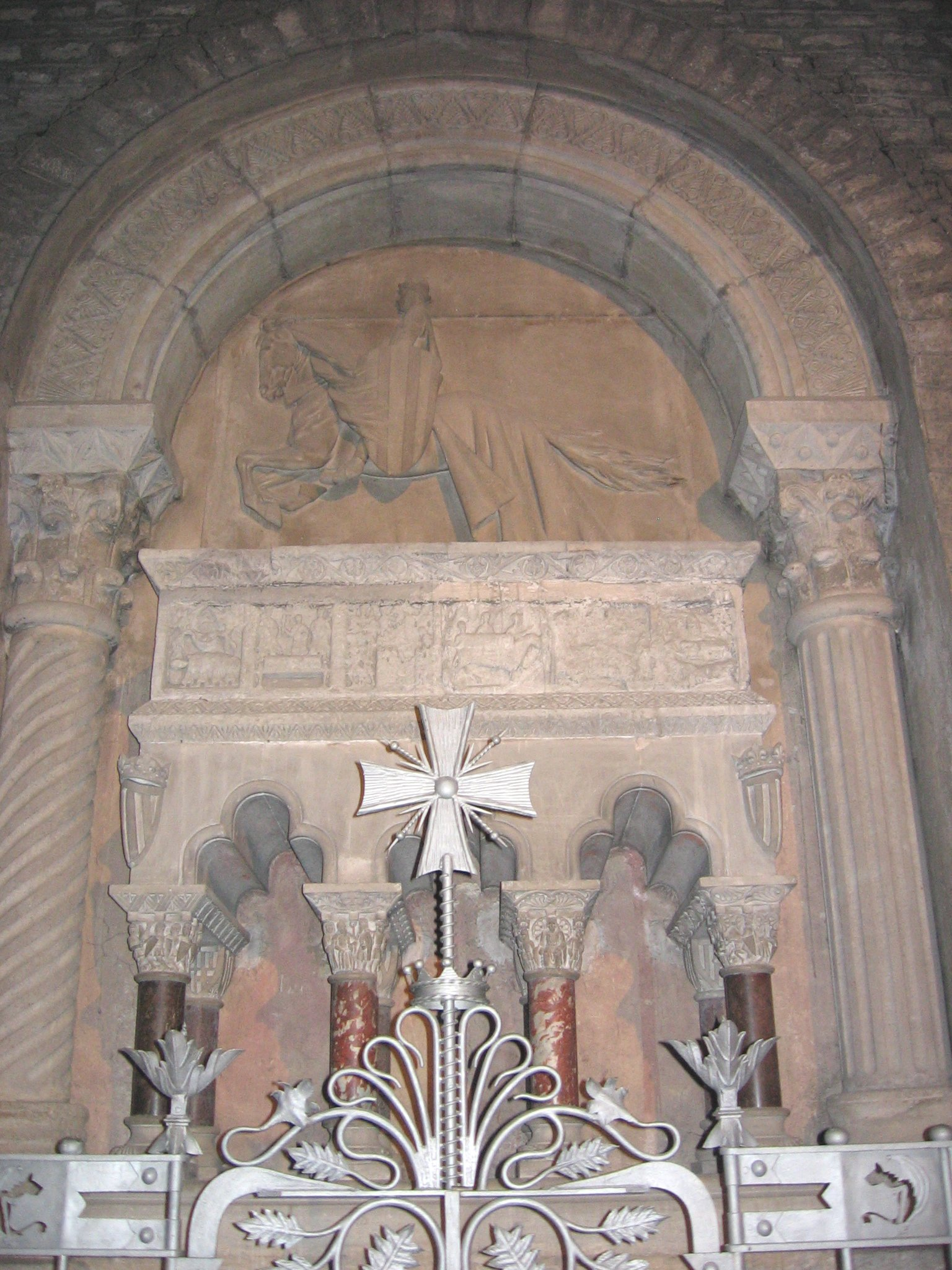
Tumba de Ramón Berenguer III

## Biblioteca
El CRAI Biblioteca de Fondo Antiguo de la Universidad de Barcelona conserva, a raíz de la desamortización de los conventos de 1835, algunas obras provenientes los fondos del monasterio. Asimismo, ha registrado y descrito ejemplos de las marcas de propiedad que identificaron el convento a lo largo de su existencia.